# Сёстры Шмелёвы
Сёстры Шмелёвы — советское вокальное трио, состоявшее из трёх родных сестёр: Валентины, Ольги и Евгении Шмелёвых, популярное в 1950-х и начале 1960-х годов.

## Биография
Старшая сестра — Валентина (род. 1930), средняя — Евгения (1932—2023), младшая — Ольга (род. 1935).
Всесоюзную известность сёстрам Шмелёвым принесла роль поющих официанток в кинофильме «Карнавальная ночь» (1956). Будучи артистками Москонцерта, они объездили с концертами всю страну. Были участницами первых «Голубых огоньков».
Единственный сын Ольги Шмелёвой скончался от передозировки наркотиков. Через полгода единственная дочь Евгении Шмелёвой разбилась на мотоцикле. Сын Валентины Шмелёвой скончался от отравления. Всем детям было меньше 30 лет.

## Фильмография
- 1956 — Полюшко-поле[3]
- 1956 — Карнавальная ночь — буфетчицы Вера, Надя и Люба, исполняющие песню «Таня»

## Дискография
27662-27663 (1956, 78 об/мин)
1. Пять минут, новогодняя песня из кинофильма «Карнавальная ночь» (А. Лепин — В. Лифшиц) — Людмила Гурченко, сестры Шмелёвы (вокальное трио)
2. Танечка, из кинофильма «Карнавальная ночь» (А. Лепин — В. Лифшиц) — сестры Шмелёвы

Эстрадный оркестр. Дирижёр Эдди Рознер.